# Tàu con thoi
Tàu con thoi, là một hệ thống tàu vũ trụ quỹ đạo thấp có thể tái sử dụng, được vận hành bởi Cơ quan Hàng không và Vũ trụ Hoa Kỳ (NASA). Tên chính thức của chương trình là Space Transportation System (STS), được lấy từ một kế hoạch năm 1969 cho một hệ thống tàu vũ trụ có khả năng tái sử dụng khi mà nó là kế hoạch duy nhất nhận được tài trợ để phát triển. Những chuyến bay quỹ đạo thử nghiệm đầu tiên là vào năm 1981, và chuyến bay nhiệm vụ hoạt động đầu tiên bắt đầu vào năm 1982. Tàu con thoi được phóng tổng cộng 135 lần từ năm 1981 đến năm 2011 và phóng từ Trung tâm vũ trụ Kennedy (KSC) ở Florida, Hoa Kỳ. Các nhiệm vụ của tàu con thoi đã phóng vệ tinh, tàu thăm dò, và Kính viễn vọng không gian Hubble; thực hiện các thí nghiệm khoa học vũ trụ; và tham gia vào nhiệm vụ xây dựng và bảo dưỡng Trạm vũ trụ Quốc tế. Tổng cộng thời gian bay của đội tàu con thoi là 1322 ngày, 19 giờ, 21 phút và 23 giây.
Tàu con thoi thực ra có 3 thành phần bao gồm tàu vũ trụ / trạm quỹ đạo (OV - Orbiter Vehicle), bộ đôi tên lửa đẩy nhiên liệu rắn có thể thu hồi (SRBs - Solid Rocket Boosters), và bình nhiên liệu ngoài (ET - External Tank) có chứa khí hydro lỏng và oxy lỏng. Tàu con thoi được phóng thẳng đứng, như một tên lửa thường, với hai tên lửa được phóng song song với 3 động cơ chính của tàu vũ trụ, được bình nhiên liệu ngoài cung cấp nhiên liệu. Bộ đôi tên lửa được thả ra trước khi tàu vũ trụ đạt tới quỹ đạo, và bình nhiên liệu ngoài được vứt bỏ trước khi tàu bắt đầu quá trình đạt tới quỹ đạo, lúc ấy tàu sẽ sử dụng đến 2 động cơ điều khiển quỹ đạo (OMS - Orbital Manuevering System). Khi kết thúc nhiệm vụ, tàu sẽ sử dụng tiếp 2 động cơ điều khiển quỹ đạo để rời quỹ đạo và tái nhập vào bầu khí quyển. Tàu sẽ lượn tới một đường băng hạ cánh trên Hồ khô Rogers ở Căn cứ Không Quân Edwards ở California, hoặc tại Khu hạ cánh Tàu con thoi ở Trung tâm vũ Trụ Kennedy. Nếu tàu hạ cánh ở Edwards, tàu sẽ được bay trở lại Trung tâm vũ trụ Kennedy trên Máy bay chở Tàu con thoi, một chiếc Boeing 747 đã được sửa đổi.
Tàu vũ trụ đầu tiên, Enterprise, được chế tạo cho những chuyến bay thử nghiệm hạ cánh và tiếp cận và hoàn toàn không đủ khả năng cho một chuyến bay trên quỹ đạo ngoài vũ trụ. 4 tàu vũ trụ đầu tiên được chế tạo cho chuyến bay vũ trụ là: Columbia, Challenger, Discovery, và Atlantis. Trong số này, Challenger và Columbia đã bị phá hủy trong tai nạn năm 1986 và 2003 theo thứ tự, và tổng cộng 14 phi hành gia đã thiệt mạng. Tàu vũ trụ thứ 5, Endeavour, được chế tạo vào năm 1991 để thay thế tàu Challenger. Tàu con thoi chính thức kết thúc và về hưu ở nhiệm vụ cuối cùng của tàu Atlantis vào ngày 21 tháng 7 năm 2011.

## Miêu tả

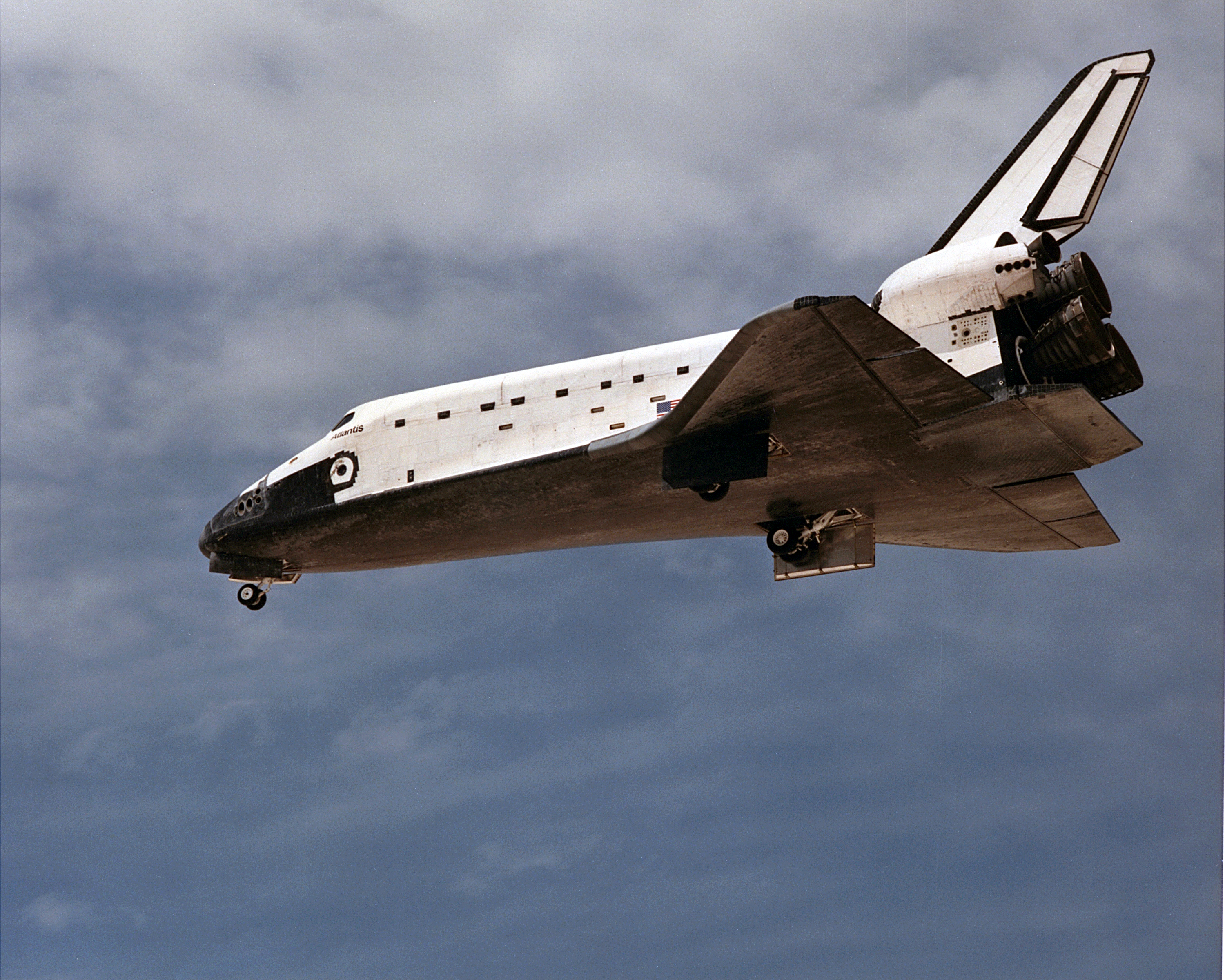
Atlantis hạ càng trước khi hạ xuống một đường băng đặc biệt như là một máy bay thông thường

Trạm quỹ đạo giống như là một máy bay với hai cánh delta, quét một góc 81° ở rìa cánh trong và 45° ở rìa ngoài cùng của cánh. Cánh ổn định thẳng đứng có cạnh ngoài cùng quét một góc 45° về phía sau. Có bốn cánh tà, gắn vào rìa ngoài cùng của hai cánh, một thắng cản, gắn vào rìa của cánh ổn định, với các cánh thân, điều khiển trạm quỹ đạo trong quá trình hạ cánh và đáp xuống.
Khoang chứa phi hành đoàn của trạm quỹ đạo bao gồm 3 tầng: tầng bay, tầng giữa và tầng sử dụng tiện ích. Tầng trên cùng là tầng điều khiển bay với những chỗ ngồi cho chỉ huy trưởng, phi công, hai chuyên gia của chuyến bay ngồi đằng sau. Tầng giữa, ở phía dưới tầng bay, có thêm 3 chỗ ngồi cho các thành viên còn lại của phi hành đoàn. Bếp, phòng vệ sinh, chỗ ngủ, tủ chứa quần áo và cửa sập bên hông cho việc vào ra tàu cũng ở tầng này, cũng như là cửa với khóa không khí (airlock). Khóa không khí cũng có thêm một cửa vào khoang chứa hàng hóa. Nó cho phép hai phi hành gia, mang bộ áo phi hành với đơn vị di động ngoài không gian (Extravehicular Mobility Unit - EMU), giảm áp suất trước khi bước ra không gian.
Trạm quỹ đạo có một khoang chứa hàng hóa, kích thước 60 ft × 15 ft (18 m × 4,6 m) chiếm hầu hết phần thân. Các cửa vào khoang hàng hóa có bộ tỏa nhiệt ở các bề mặt bên trong, và được mở cho việc điều khiển nhiệt độ khi tàu con thoi đang ở trên quỹ đạo. Điều khiển nhiệt độ bằng cách định hướng tàu tương đối so với Trái Đất và Mặt Trời. Bên trong khoang chứa hàng là hệ thống cần cẩu điều khiển từ xa, cũng được biết đến như là Canadarm, một cánh tay máy được sử dụng để vận chuyển và đưa các thiết bị ra không gian.

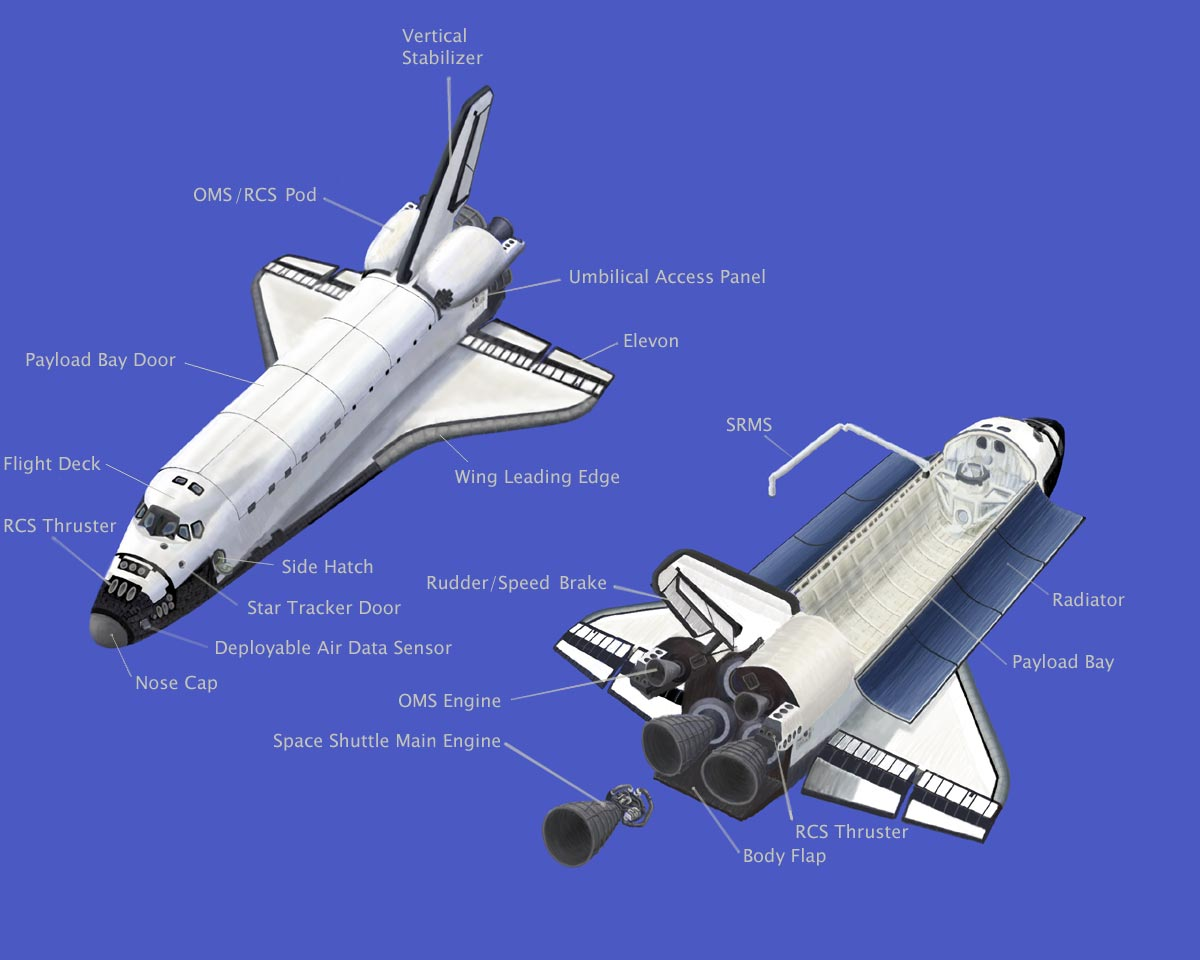
Trạm quỹ đạo

Ba động cơ chính của tàu con thoi (Space Shuttle Main Engines - SSME) được gắn vào đuôi của trạm quỹ đạo dưới dạng tam giác. Ba động cơ này có thể nghiêng lên 10,5 độ và nghiêng xuống 8,5 độ từ bên này sang bên kia trong quá trình phóng để thay đổi hướng đẩy của chúng và lái tàu con thoi trong lúc đẩy.
Hệ thống điều khiển quỹ đạo (Orbital Maneuvering System - OMS) cung cấp các điều khiển trên quỹ đạo, bao gồm vào quỹ đạo, kết nối, bay vòng quanh, chuyển đổi, gặp gỡ, rời bỏ quỹ đạo.
Hệ thống điều khiển các phản ứng (Reaction Control System - RCS) cung cấp các điều khiển về độ cao và chuyển dịch theo 3 trục theo độ dốc, cuốn, trệch trong các giai đoạn bay vào quỹ đạo, vòng quanh quỹ đạo, và tái nhập
khí quyển.
Hệ thống bảo vệ nhiệt độ (Thermal Protection System - TPS) bao phủ bên ngoài trạm quỹ đạo, bảo vệ nó từ độ lạnh cóng -121 °C (-250 °F) trong không gian đến 1649 °C (3000 °F), nhiệt độ lúc vào lại khí quyển.
Cấu trúc của trạm quỹ đạo chủ yếu được làm từ hợp kim nhôm mặc dù cấu trúc động cơ đẩy được làm từ hợp kim titani.
Bình nhiên liệu chứa ngoài (External Tank - ET) cung cấp 2,025 triệu lít (535.000 gallon) hiđrô lỏng và oxy lỏng để làm nhiên liệu cho động cơ chính của tàu con thoi (SSME). Nó được bỏ đi 8,5 phút sau khi phóng lên ở độ cao khoảng 60 nautical miles (111 km), rồi bị đốt cháy khi vào lại khí quyển. Bình chứa dày 1/8 inch chủ yếu làm bằng hợp kim nhôm-lithi.
Hai tên lửa đẩy nhiên liệu rắn (Solid Rocket Boosters - SRB) cung cấp khoảng 83% sức đẩy của tàu vào lúc phóng và giai đoạn 1 của quá trình phóng. Chúng được vứt bỏ 2 phút sau khi phóng tại độ cao vào khoảng 150.000 feet (45,7 km), rồi bung dù và hạ xuống trên đại dương để được thu nhặt lại. Vỏ của tên lửa SRB làm bằng thép dày khoảng 1/2 inch (1,27 cm).
Tàu con thoi là một trong những phi thuyền đầu tiên sử dụng hệ thống điều khiển bay tự động bằng máy tính fly-by-wire. Điều này có nghĩa là không có một kết nối cơ học hay thủy lực nào giữa cần điều khiển của phi công đến bề mặt điều khiển hay hệ thống điều khiển phản ứng của các động cơ đẩy.
Vào năm 1990 những máy tính nguyên thủy được thay thế với một kiểu nâng cao AP-101S, với dung lượng khoảng 1 megabyte và tốc độ 1,2 MHz. Bộ nhớ được thay từ các vòng từ tính sang bán dẫn với pin dự phòng.

## Các thông số kỹ thuật
Các thông số của trạm quỹ đạo (cho Endeavour, OV-105)
- Dài: 122,17 ft (37,24 m)
- Sải cánh: 78,06 ft (23,79 m)
- Cao: 58,58 ft (17,25 m)
- Trọng lượng trống: 151.205 lb (68.586,6 kg)
- Tổng trọng lượng lúc cất cánh: 240.000 lb (109.000 kg)
- Trọng lượng tối đa lúc hạ cánh: 230.000 lb (104.000 kg)
- Các động cơ chính: 3 Rocketdyne Block 2 A SSME, mỗi cái với sức đẩy tại mặt biển là 393.800 lbf (178.624 kgf/1,75 MN)
- Khối lượng chuyên chở tối đa: 55.250 lb (25.061,4 kg)
- Kích thước sàn chuyên chở: 15 ft × 60 ft (4,6 m × 18,3 m)
- Độ cao vận hành: 100 - 520 nmi (185 - 1.000 km)
- Tốc độ: 25.404 ft/s (7.743 m/s, 27.875 km/h, 17.321 mi/h)
- Sải ngang Crossrange: 1.085 nautical mile (2.009,4 km)
- Phi hành đoàn: 7 (chỉ huy, phi công, 2 chuyên gia cho chuyến bay và 3 chuyên gia về hàng hóa mang theo), 2 là tối thiểu.

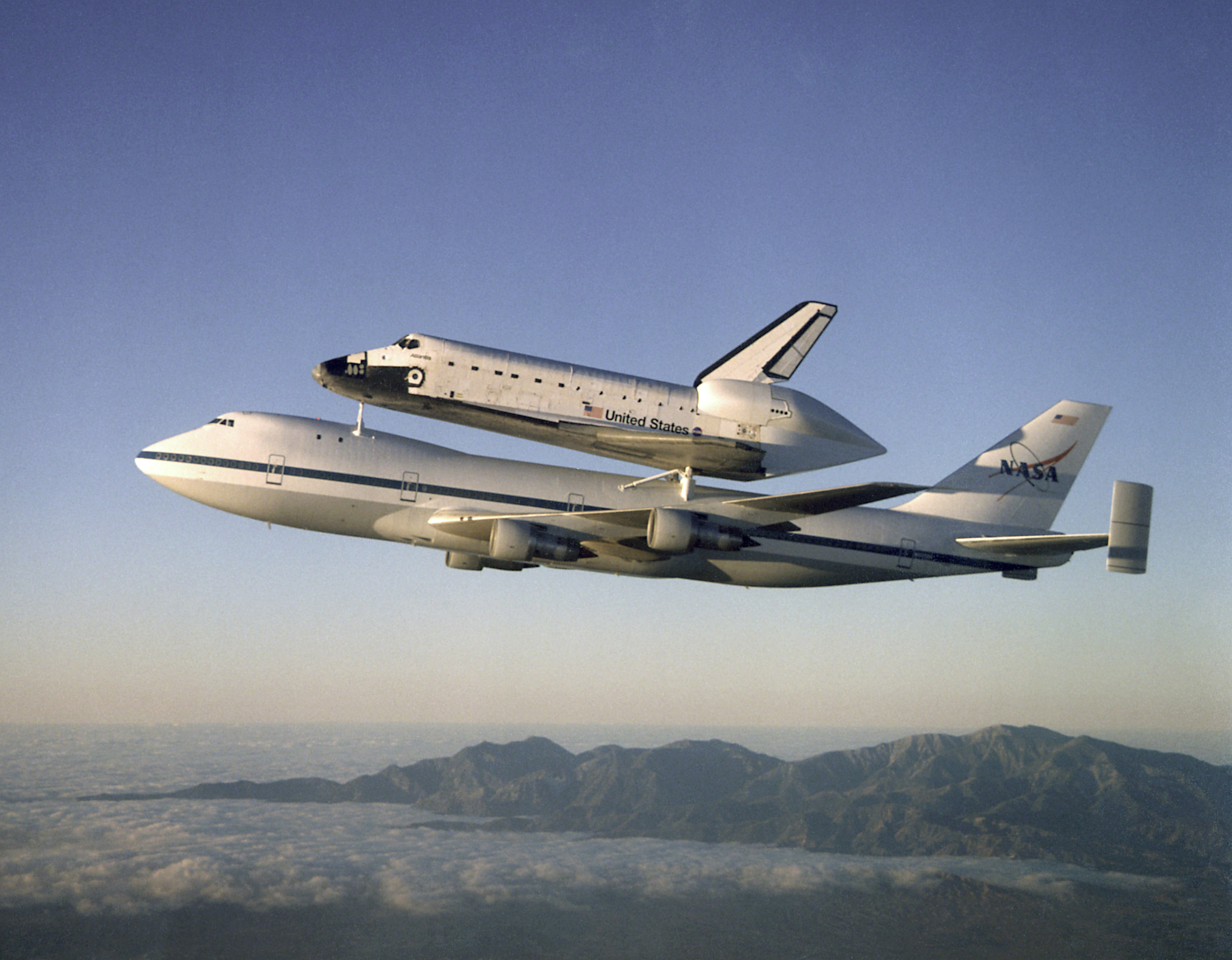
Tàu con thoi Atlantis được chuyên chở bởi máy bay Boeing 747, 1998 (NASA)

Các thông số cho bình nhiên liệu ngoài (cho SLWT)
- Dài: 153,8 ft (46,9 m)
- Đường kính: 27,6 ft (8,4 m)
- Thể tích nhiên liệu: 535.000 gallon (2.030.000 L)
- Trọng lượng trống: 58.500 lb (26.559 kg)
- Trọng lượng tổng lúc cất cánh: 1,667 triệu lb (757.000 kg)

Các thông số của tên lửa đẩy nhiên liệu rắn
- Dài: 149,6 ft (45,6 m)
- Cao: 12,17 ft (3,71 m)
- Trọng lượng trống: 139.490 lb (63.272,7 kg)
- Tổng trọng lượng lúc cất cánh: 1,3 triệu lb (590.000 kg)
- Sức đẩy (tại mặt biển, cất cánh): 2,8 triệu lbf (1.270.058 kgf/12,46 MN)

Thông số hệ thống khay chồng (Stack System)
- Cao: 184,2 ft (56,14 m)
- Tổng trọng lượng cất cánh: 4,5 triệu lb (2,04 triệu kg)
- Tổng sức đẩy lúc cất cánh: 6,781 triệu lbf (3,076 triệu kgf/30,18 MN)

## Phóng
Tàu con thoi sẽ không được phóng trong điều kiện có thể bị sét đánh trúng. Máy bay thường bị sét đánh nhưng không gây ra tác hại nào bởi dòng điện sẽ bị tiêu tán đi bởi lớp vỏ dẫn điện và máy bay không được nối đất. Như phần lớn các loại máy bay, tàu con thoi được chế tạo bằng lớp nhôm dẫn điện, vốn bảo vệ và che đậy cho các hệ thống bên trong. Tuy nhiên, trong quá trình tàu con thoi được phóng đi nó thải ra một luồng khí nóng khi bay lên, và luồng khí này có thể dẫn sét vì cung cấp một đường dẫn cho dòng điện xuống đất. Trong khi tàu con thoi có thể chịu được một cú sét đánh, một cú sét đã xảy ra với tàu Apollo 12 và vì sự an toàn NASA đã chọn không phóng tàu con thoi khi sấm sét có thể xảy ra.
Vào ngày phóng đi, sau khi đã xong việc đếm ngược trước 9 phút, tàu con thoi sẽ trải qua sự chuẩn bị cuối cùng cho phóng, và hệ thống đếm ngược được điều khiển bằng một chương trình máy tính đặc biệt ở Launch Control Center gọi là Ground Launch Sequencer (GLS). Hệ thống này sẽ dừng việc đếm ngược nếu có bất kỳ vấn đề quan trọng nào xảy ra với hệ thống trên tàu. Trước khi phóng 31 giây GLS sẽ để việc đếm ngược cho hệ thống máy tính trên tàu thực hiện.

## Hạ cánh
Hầu hết quá trình sau khi tàu con thoi rời khỏi quỹ đạo và tái nhập khí quyển, trừ quá trình hạ càng, thường được điều khiển dưới sự điều hành của máy tính. Tuy nhiên, quá trình tái nhập khí quyển có thể được điều khiển hoàn toàn bằng tay nếu có trường hợp khẩn cấp. Sau khi tái nhập bầu khí quyển, quá trình hạ độ cao và hạ cánh có thể điều khiển tự động, nhưng quá trình này thường được bay thủ công.

### Rời quỹ đạo

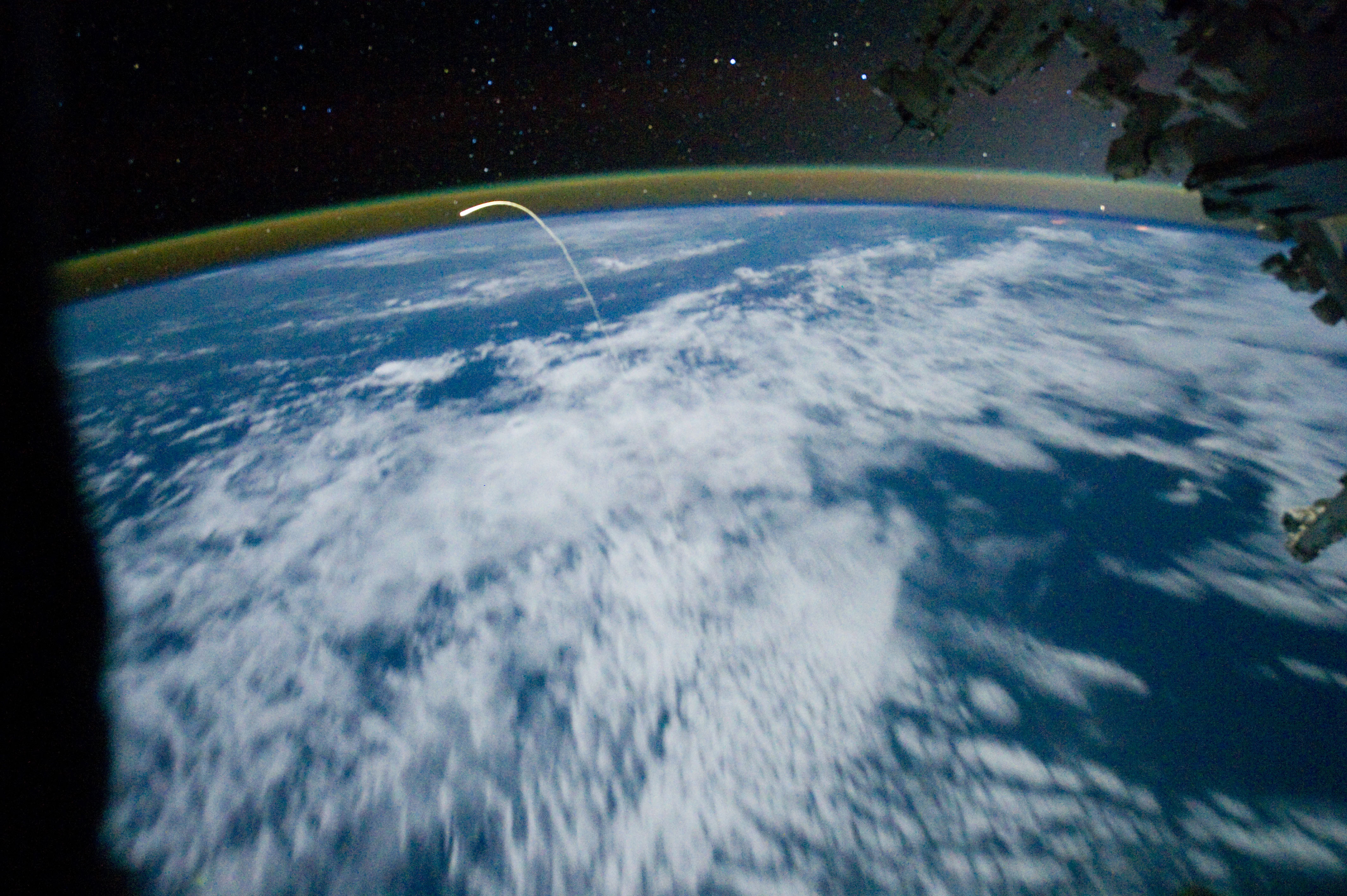
Luồng khí nóng của tàu con thoi Atlantis khi tái nhập khí quyển nhìn từ Trạm vũ trụ Quốc tế.

Tàu bắt đầu tái nhập khí quyển bằng cách rời bỏ quỹ đạo bằng cách sử dụng các động cơ điều khiển quỹ đạo, trong khi đang bay lộn ngược, và ngược chiều với hướng quỹ đạo trong vòng 3 phút, lúc ấy sẽ giảm tốc độ của tàu khoảng 200 dặm/h (322 km/h). Kết quả là sẽ làm chậm tàu và giảm độ cao quỹ đạo của tàu xuống và vào tầng khí quyển. Sau 3 phút sử dụng xong các động cơ, tàu sẽ quay ngược trở lại, đẩy phần đầu của tàu xuống (thực ra là "ngóc lên" so với trái Đất). Việc giảm độ cao quỹ đạo này xảy ra một nửa quãng đường quanh trái Đất từ tàu đến khu hạ cánh.

### Tái nhập khí quyển
Tàu sẽ bắt đầu gặp mật độ không khí dày trong tầng nhiệt thấp ở độ cao khoảng 120 km, với vận tốc khoảng 25 Mach, 8,200 m/s (30,000 km/h). Tàu được điều khiển bằng sự kết hợp giữa hệ thống RCS (Hệ thống điều khiển ở môi trường chân không) và các bề mặt điều khiển, để bay hạ độ cao tại một góc 40 độ với mũi tàu trên đường chân trời, tạo ra lực cản, không chỉ để giảm tốc độ đến tốc độ hạ cánh, mà còn làm giảm sức nóng của bầu khí quyển. Tàu càng lúc sẽ gặp nhiều mật độ khí, và chuyển từ một con tàu vũ trụ thành một chiếc máy bay thường. Trên một đường thẳng, góc 40 độ của tàu sẽ từ từ giảm xuống hoặc thậm chí cao thêm. Lúc ấy sẽ buộc tàu phải thực hiện 4 lần nghiêng qua nghiêng lại tạo thành hình chữ S, mỗi lần nghiêng sẽ nghiêng khoảng vài phút, nhiều lúc tàu có thể nghiêng tới 70 độ, nhưng bù lại vẫn giữ nguyên góc 40 độ. Cách này sẽ khiến tốc độ tàu có thể giữ nguyên. Những lần nghiêng này được thực hiện khi mà tàu đang ở nhiệt độ cao nhất của quá trình tái nhập khí quyển, khi ấy lớp bảo vệ nhiệt độ của tàu sẽ có màu đỏ rực và lực G ở mức cao nhất. Sau khi kết thúc quá trình nghiêng này, tàu lúc ấy sẽ hoàn tất chuyển thành một chiếc máy bay. Lúc ấy tàu sẽ giảm độ ngóc, và chúi mũi xuống và bắt đầu quá trình hạ độ cao và hạ cánh.

Tại phần thấp nhất của khí quyển, tàu sẽ bay giống như một tàu lượn thường, ngoại trừ hạ độ cao nhanh hơn, với độ hạ độ cao hơn 50 m/s (180 km/). Ở vận tốc khoảng 3 Mach, hai đầu dò không khí, nằm ở hai bên thấp của phần thân tàu, được triển khai để đo áp suất của không khí so với tàu khi di chuyển ở khí quyển.

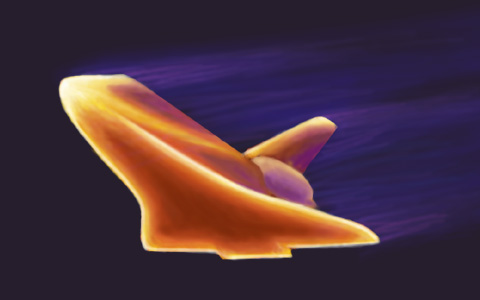
Mô phỏng nhiệt độ bên ngoài lên đến 1,500 °C khi tái nhập bầu khí quyển.
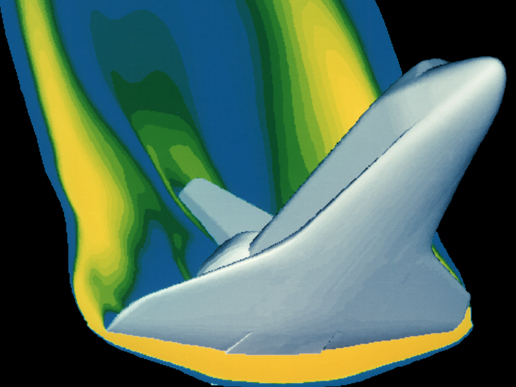
Mọ phỏng máy tính của luồng khí vận tốc cao bên ngoài tàu con thoi khi tái nhập khí quyển

### Quá trình hạ độ cao và hạ cánh
Khi quá trình hạ độ cao và hạ cánh bắt đầu, tàu con thoi khi ấy đang ở độ cao 3.000 m, 12 km đến đường băng. Phi công khi ấy sẽ sử dụng phanh khí động để giúp giảm tốc của tàu. Tốc độ của tàu giảm từ khoảng 682 xuống còn 346 km/h, vận tốc chạm xuống đường băng (so với 260 km/h của máy bay thương mại). Càng bánh xe của tàu được thả ra khi đang bay với tốc độ 430 km/h. Nhằm hỗ trợ thắng cho tàu, một cái dù giảm tốc khoảng 12 m được thả ra sau khi toàn bộ 3 càng bánh của tàu đã chạm đường băng ở vận tốc khoảng 343 km/h. Dù sẽ được thả ra một khi tàu đã giảm tốc xuống còn 110 km/h.

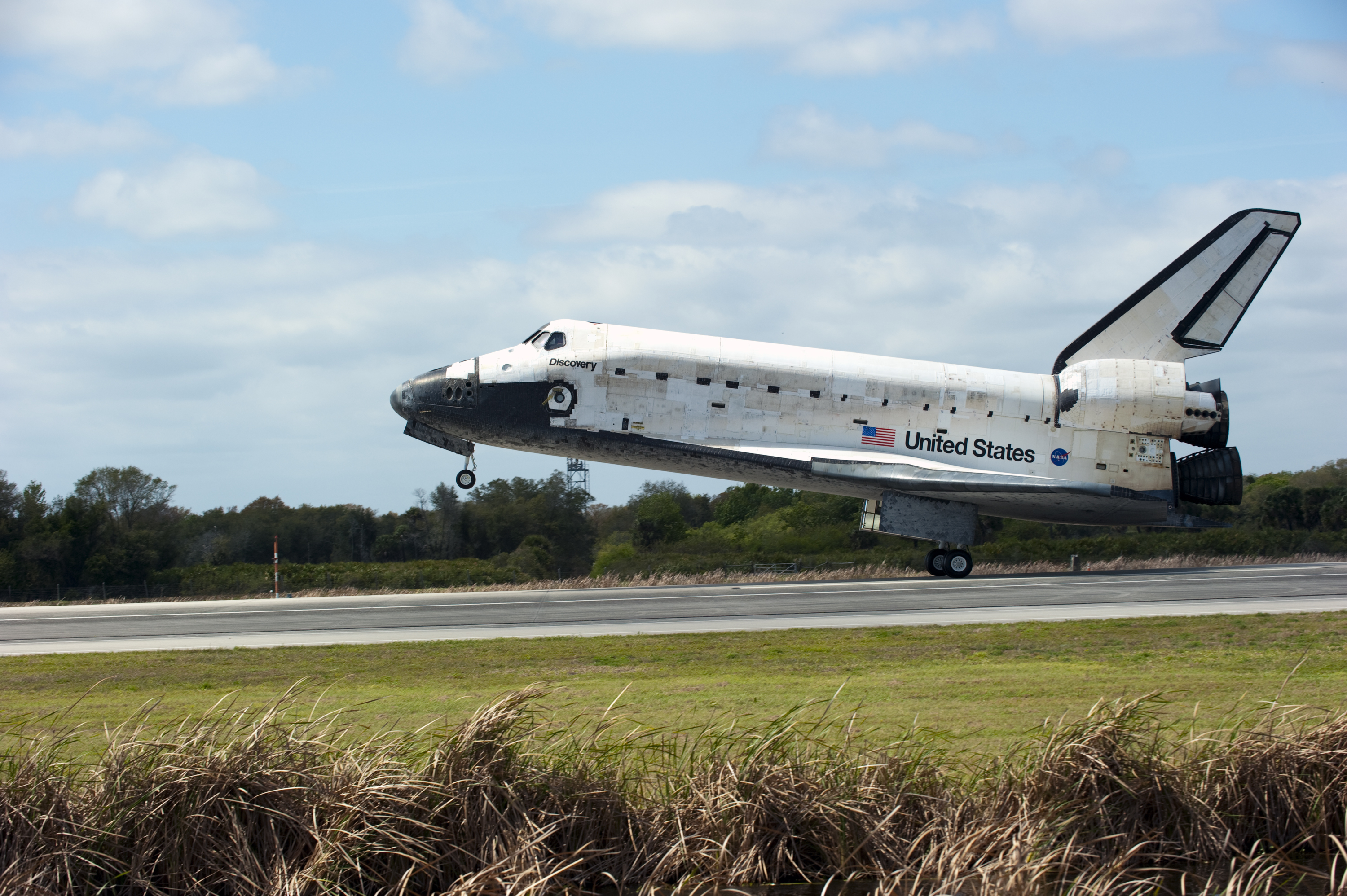
Tàu con thoi Discovery hạ cánh lần cuối cùng ở nhiệm vụ STS-133.
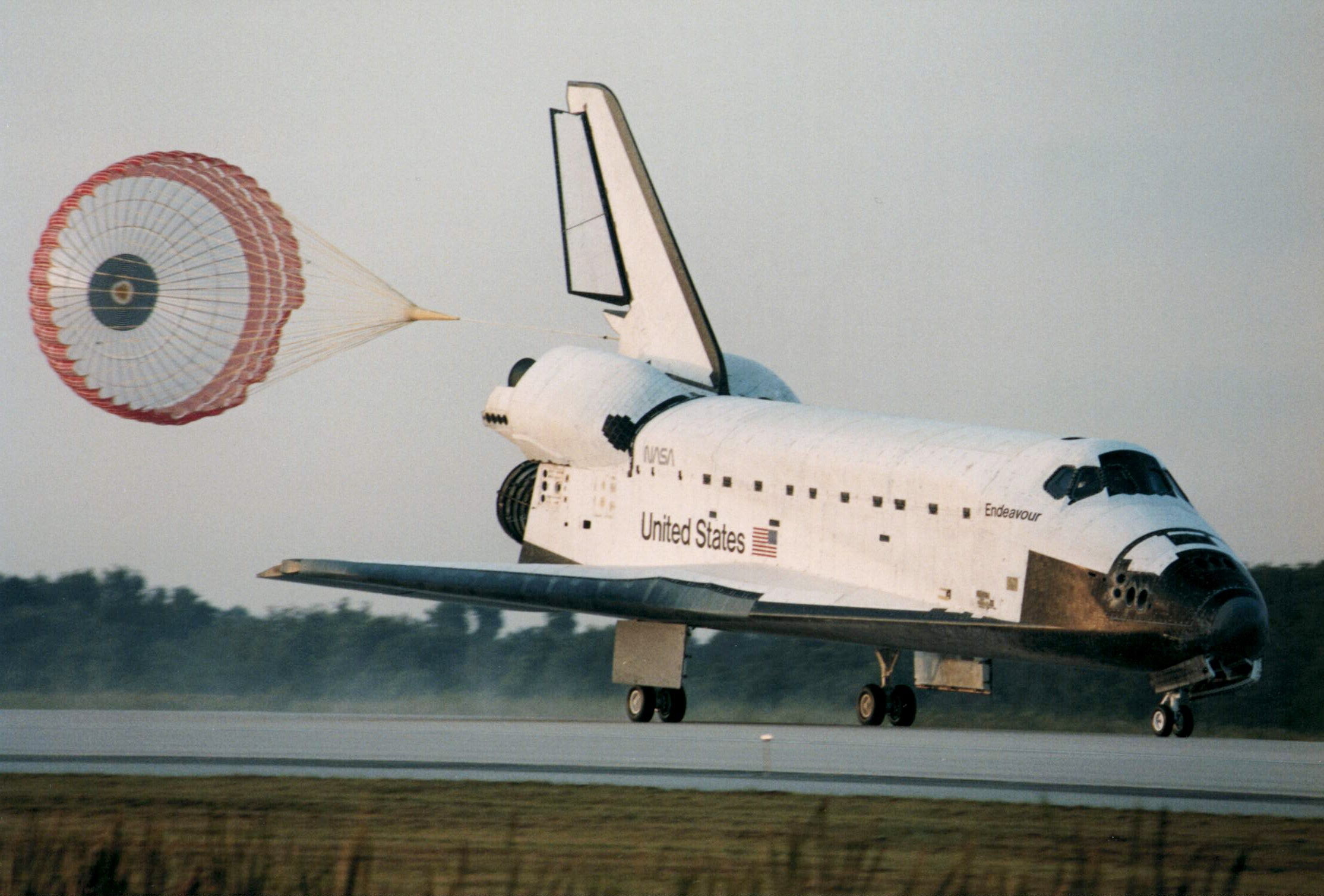
Tàu con thoi Endeavour bung dù sau khi hạ cánh

### Sau khi hạ cánh

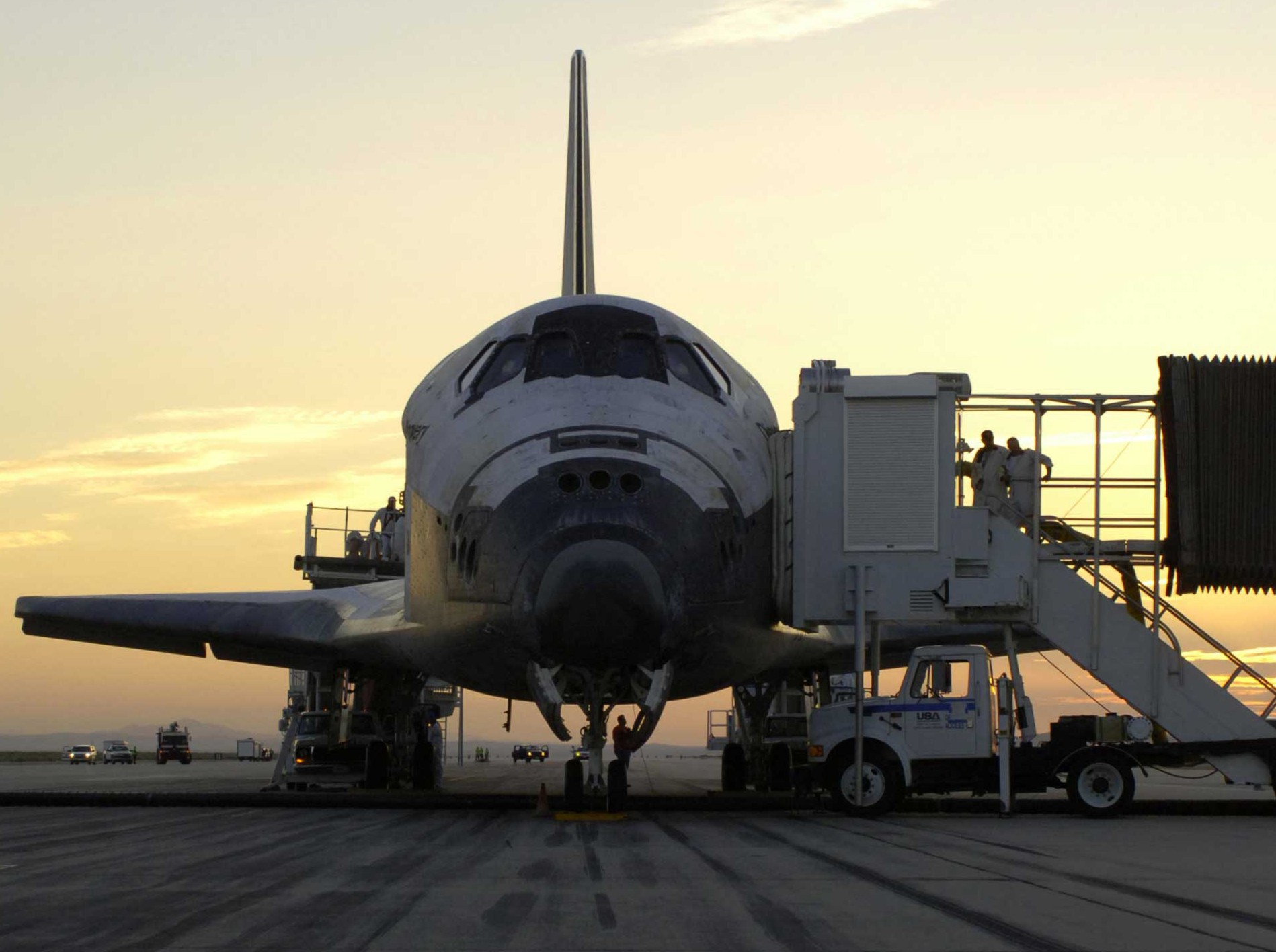
Phi hành đoàn của tàu con thoi Discovery rời phi thuyền

Sau khi hạ cánh, tàu con thoi sẽ ở lại trên đường băng khoảng vài tiếng để giảm nhiệt độ con tàu. Một nhóm nhân viên ở trước và sau tàu sẽ kiểm tra các phần nhiên liệu của hệ thống RCS và 3 động cơ phụ của tàu con thoi. Nếu hiđrô được phát hiện, một trường hợp khẩn cấp sẽ được thông báo, nhân viên sẽ ngắt năng lượng của tàu và nhóm nhân viên sẽ di tản khỏi khu vực. Một nhóm khác gồm 25 xe đặc biệt và 150 kỹ sư và kỹ thuật viên sẽ tiếp cận con tàu và xóa bỏ các khí độc từ nguyên nhiên liệu và khu hàng hóa của tàu khoảng 45-60 phút sau khi hạ cánh. Một viên bác sĩ sẽ lên tàu kiểm tra y tế cho phi hành đoàn trước khi họ có thể rời phi thuyền. Một khi phi hành đoàn đã rời khỏi tàu, trách nhiệm sẽ được giao lại từ Trung tâm vũ trụ Johnson ở Houston, Texas cho Trung tâm vũ trụ Kennedy.
Nếu tàu hạ cánh tại Căn cứ Không quân Edwards ở California, hoặc các đường băng khẩn cấp. thì tàu sẽ được bay trở lại Trung tâm vũ trụ Kennedy trên một chiếc 747 được phục chế và hạ cánh tại Khu hạ cánh Tàu con thoi. Một khi đến tới Khu hạ cánh, tàu sẽ được kéo tiếp quãng đường 3.2 km trên đường kéo hoặc đường thường dùng bởi chuyến xe buýt tham quan hoặc nhân viên của Trung tâm vũ trụ Kennedy đến Khu vực Xử lý Tàu con thoi, nơi mà nó sẽ bắt đầu quá trình dài tháng chuẩn bị cho nhiệm vụ tiếp theo.

### Địa điểm
NASA thường hạ cánh các chuyến tàu con thoi ở Trung tâm vũ trụ Kennedy. Nếu thời tiết khiến việc hạ cánh gặp khó khăn, việc hạ cánh có thể trì hoãn đến lúc điều kiện thời tiết tốt; hạ cánh ở Căn cứ Không quân Edwards ở California; hoặc sử dụng một số đường băng dự phòng khắp thế giới. Các việc hạ cánh nào ngoài Trung tâm vũ trụ Kennedy sẽ phải chuyển về lại Mũi Canaveral. Nhiệm vụ STS-3 của tàu con thoi Columbia năm 1982 đã một lần hạ cánh tại Sân bay Vũ trụ White Sands, New Mexico; đây là sự lựa chọn cuối cùng bởi vì các nhà khoa học NASA tin rằng các hạt cát có thể gây thiệt hại ngoại thất của con tàu.
Có rất nhiều khu hạ cánh dự phòng khác nhưng không bao giờ dùng đến. Cho đến lúc kết thúc chương trình, tàu con thoi chỉ duy nhất hạ cánh tại 3 địa điểm.

### Các tàu con thoi

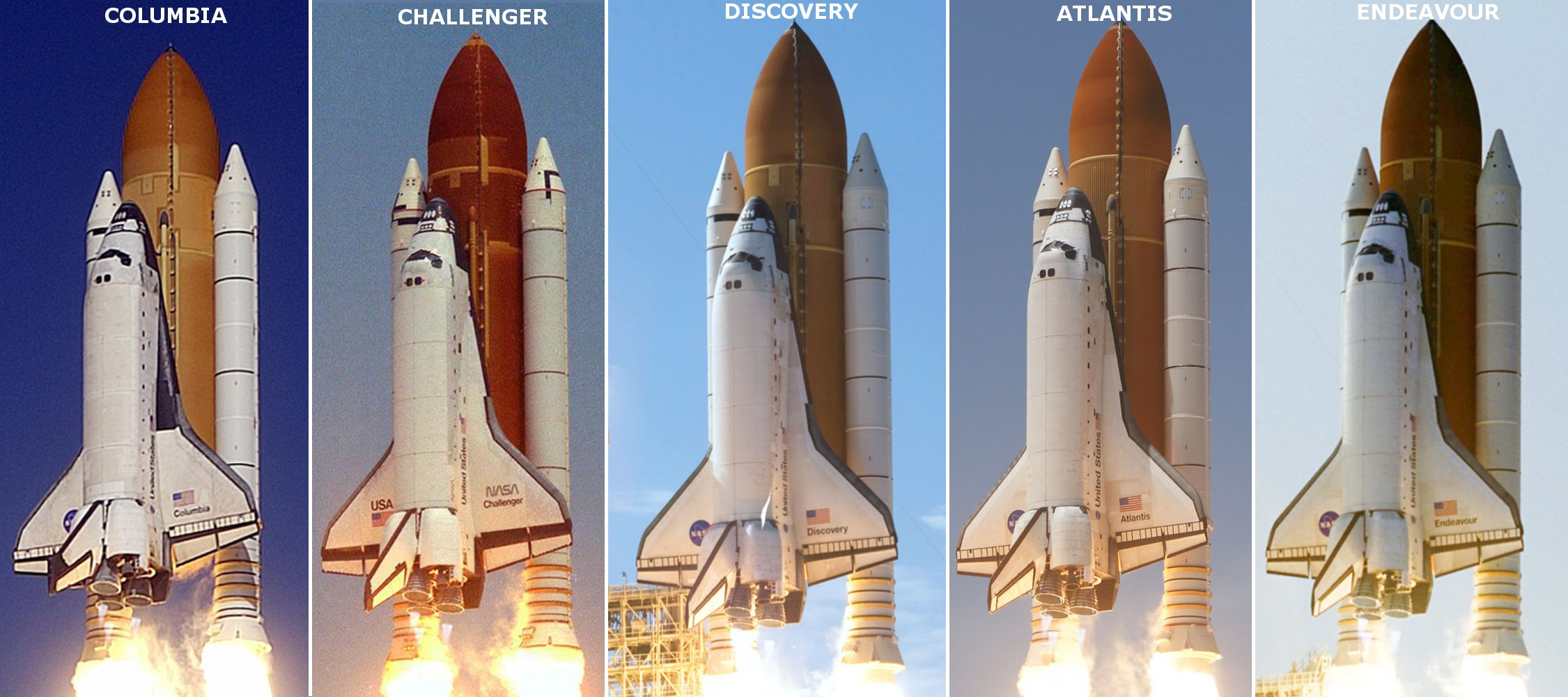
5 tàu con thoi đã từng được phóng vào không gian. Từ trái qua phải: Columbia, Challenger, Discovery, Atlantis, và Endeavour

- Pathfinder : 1975 - 1977
- Enterprise : 1977

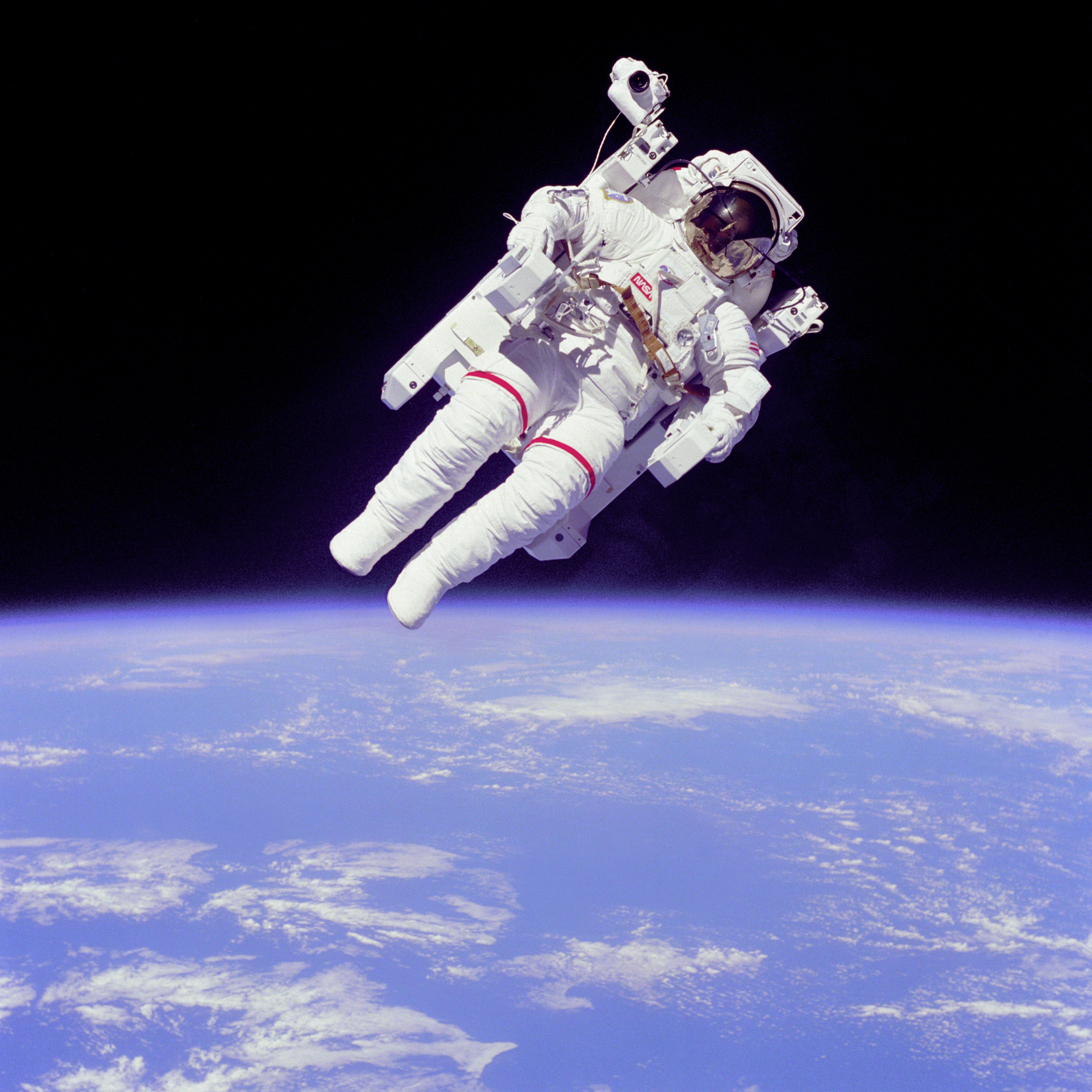
Phi hành gia Bruce McCandless II, lơ lửng ngoài không gian
trong một hoạt động ngoài phi thuyền (EVA), cách cabin của tàu con thoi Challenger vài mét (năm 1984). Ông đang sử dụng Đơn vị điều động có người lái (MMU), mà không cần một nối kết vào tàu con thoi

- Columbia, tàu đầu tiên trong phi đội tàu con thoi của NASA có khả năng bay lên vũ trụ: 28 chuyến bay 1981 - 2003
- Challenger : 10 chuyến bay 1983 - 1986
- Discovery : 39 chuyến bay 1984 - 2011
- Atlantis : 33 chuyến bay 1985 - 2011
- Endeavour : 25 chuyến bay 1992 - 2011
- Independence (tên cũ Explorer, đổi tên năm 2013): Mô hình bản sao quy mô đầy đủ, độ trung thực cao của Tàu con thoi, trưng bày tại Trung tâm Vũ trụ Kennedy từ năm 1993 và từ năm 2012 trưng bày tại Trung tâm vũ trụ Johnson ở Houston

## Đọc thêm

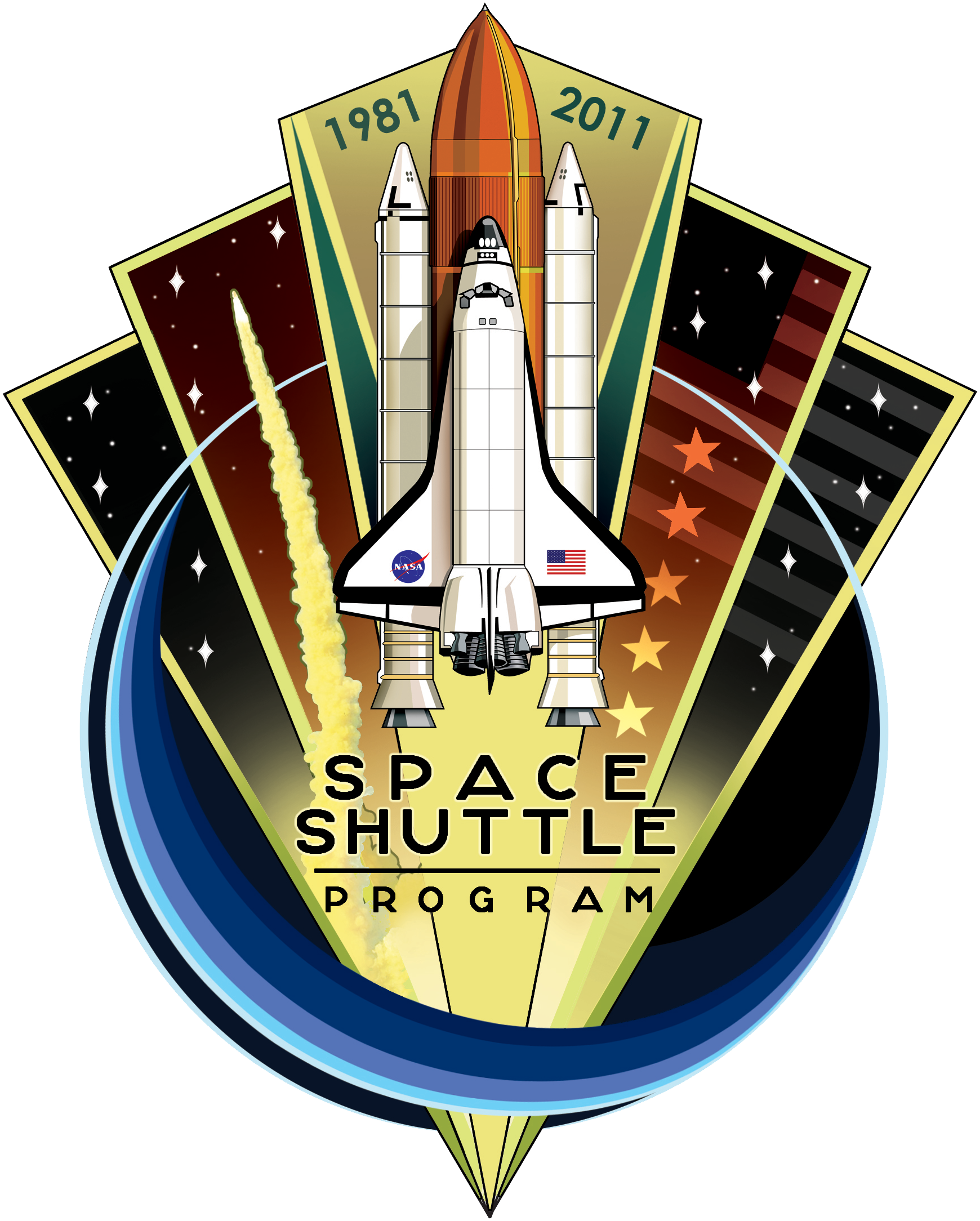
Huy hiệu kỷ niệm chương trình tàu con thoi